# Ancistrocerus rhodensis
Ancistrocerus rhodensis är en stekelart som beskrevs av Henri Saussure. Ancistrocerus rhodensis ingår i släktet murargetingar, och familjen Eumenidae. Inga underarter finns listade i Catalogue of Life.